# Мужская сборная Анголы по баскетболу
Мужская сборная Анголы по баскетболу — национальная баскетбольная команда, представляющая Анголу на международных баскетбольных соревнованиях. Управляется Федерацией баскетбола Анголы (Federação Angolana de Basquetebol). Считается лучшей командой Африки, регулярный участник чемпионата мира и Олимпийских игр. Член ФИБА с 1979 года. Занимает 15-е место в мировом рейтинге ФИБА.

## Результаты
Сборная Анголы принимала участие в различных международных соревнованиях, включая Олимпийские игры 1992 года, 1996, 2000 года, чемпионат мира 2002, Олимпийские игры 2004 года, чемпионат мира по баскетболу 2006, а также все чемпионаты Африки. Наибольших достижений сборная Анголы достигла в чемпионатах Африки: она выиграла 11 из 13 последних чемпионатов, впервые - в 1989, последний раз - в 2013 году. К тому же команда является победителем Панафриканских игр 2007 года.

### Олимпийские игры
- 1992: 10-е
- 1996: 11-е
- 2000: 12-е
- 2004: 12-е
- 2008: 12-е

### Чемпионаты мира
- 1986: 20-е
- 1990: 13-е
- 1994: 16-е
- 2002: 11-е
- 2006: 10-е
- 2010: 15-е
- 2014: 17-е
- 2019: 27-е

### Чемпионаты Африки
| - Египет 1962 : Не участвовала - Марокко 1964 : Не участвовала - Тунис 1965 : Не участвовала - Марокко 1968 : Не участвовала - Египет 1970 : Не участвовала - Сенегал 1972 : Не участвовала - ЦАР 1974 : Не участвовала - Египет 1975 : Не участвовала - Сенегал 1978 : Не участвовала | - Марокко 1980 : 7-е - Сомали 1981 : 8-е - Египет 1983 : Серебро - Кот д'Ивуар 1985 : Серебро - Тунис 1987 : Бронза - Ангола 1989 : Золото - Египет 1992 : Золото - Кения 1993 : Золото | - Алжир 1995 : Золото - Сенегал 1997 : Бронза - Ангола 1999 : Золото - Марокко 2001 : Золото - Египет 2003 : Золото - Алжир 2005 : Золото - Ангола 2007 : Золото - Ливия 2009 : Золото - Мадагаскар 2011 : Серебро - Кот-д’Ивуар 2013 : Золото |

## Текущий состав
| Перейти к шаблону «Состав сборной Анголы по баскетболу» | Состав сборной Анголы по баскетболу |  |

| Поз. | №  | Имя               | Дата рождения (возраст)  | Рост   | Клуб             |
| ---- | -- | ----------------- | ------------------------ | ------ | ---------------- |
| Ф    | 0  | Эдуарду Франсишку | 8 ноября 2003 (19 лет)   | 200 см | Бенфика          |
| З    | 1  | Домингош Жерсон   | 16 апреля 1996 (27 лет)  | 180 см | Петро Атлетико   |
| З    | 2  | Димитри Маконда   | 28 ноября 2001 (21 год)  | 187 см | ЛВД Баскет       |
| АЗ   | 3  | Жерсон Гонсалвеш  | 29 марта 1996 (27 лет)   | 193 см | Петро Атлетико   |
| РЗ   | 5  | Шилде Дундау      | 17 мая 1998 (25 лет)     | 167 см | Петро Атлетико   |
| Ц    | 8  | Жилсон Бангу      | 6 января 1999 (24 года)  | 208 см | Лёвен Брауншвейг |
| Ф    | 9  | Леонель Паулу (К) | 30 апреля 1986 (37 лет)  | 198 см | Сангальюш        |
| ТФ   | 10 | Антониу Монтейру  | 2 апреля 1989 (34 года)  | 206 см | Спортинг         |
| Ф    | 13 | Жоау Фернандеш    | 1 декабря 1992 (30 лет)  | 200 см | Спортинг         |
| Ц    | 20 | Бруну Фернанду    | 15 августа 1998 (25 лет) | 208 см | Атланта Хокс     |
| ТФ   | 22 | Силвиу Де Соуза   | 7 октября 1998 (24 года) | 206 см | Арис             |
| Ц    | 34 | Кевин Кокила      | 3 сентября 2001 (21 год) | 205 см | Бурк             |